# 山田みお
山田 みお（やまだ みお、1981年5月12日 - ）は、日本のファッションモデル。かつてイデアに所属していた。

## 人物
- 愛知県名古屋市出身。
- 『JJ』、『MORE』の専属モデルを経験。
- 趣味はビリヤード
- 特技はスノーボード、書道（四段）

## 出演

### 雑誌
- JJ（光文社）専属モデル
- MORE（集英社）専属モデル

### CM
- 丸井スパークリングセール
- E-net・ミニストップ編
- サンワハウス
- 小林製薬・ブレスケア
- 第一興商・DAM
- 松坂屋